# Hymenoscyphus subferrugineus
Hymenoscyphus subferrugineus är en svampart som först beskrevs av William Nylander och fick sitt nu gällande namn av Dennis 1964. 
Hymenoscyphus subferrugineus ingår i släktet Hymenoscyphus och familjen Helotiaceae.   Inga underarter finns listade i Catalogue of Life.